# Adolfo Fumagalli
Adolfo Fumagalli (né le 19 octobre 1828 à Inzago et mort le 3 mai 1856 à Milan) est un compositeur et pianiste italien du XIXe siècle.

## Biographie
Adolfo Fumagalli est un pianiste connu aujourd'hui surtout pour ses compositions virtuoses pour la main gauche seule.
Né à Inzago, il grandit dans un environnement très musical. Il a trois frères également musiciens et compositeurs, Luca (1837 - 1908), Disma (1826 - 1893) et Polibio (1830 - 1901). Adolfo étudie la musique avec Angeloni au conservatoire de Milan et, en 1848, à l'âge de 20 ans, fait ses débuts à Milan avec un certain succès. Il se rend ensuite à Turin, à Paris, en Belgique et au Danemark, jouant ses propres fantaisies et d'autres pièces de salon avec grand succès.
À son retour en Italie en 1856 il se voit offrir un grand piano par la société Erard en guise de coup publicitaire. Il donne un concert le 1er mai de cette année mais tombe malade peu après et meurt quelques jours plus tard, à Florence, emporté par la tuberculose.
Il est respecté et aimé par les critiques et le public mais ce n'est que lorsqu'il commence à écrire et jouer pour la main gauche qu'il devient vraiment un phénomène de la scène. Bien qu'il paraisse plutôt frêle, comme il ressort des tableaux que nous en avons, il possède une technique phénoménale et de forts doigts qui étonnent tout le monde.
La production de Fumagalli est très vaste bien qu'il soit extrêmement difficile de se la procurer aujourd'hui. Ses œuvres se composent principalement de fantaisies d'opéra et de pièces de caractère. Une de ses œuvres les plus difficiles et virtuose est sa « Grande Fantaisie sur Robert le Diable » de Meyerbeer, op. 106 (dédiée à Liszt), pour la main gauche. Il compose également un arrangement plutôt intéressant de la « Casta Diva » extrait de Norma de Vincenzo Bellini pour la main gauche. La quasi-totalité de sa production est pour piano seul et les œuvres qui emploient d'autres instruments semblent inclure le piano d'une manière ou d'une autre à la façon de Chopin. Bien qu'il n'ait peut-être pas été un compositeur très inspiré ou ingénieux, ses œuvres pour main gauche seule restent néanmoins comme un témoignage important des progrès dans la technique et la virtuosité de cette période, en particulier pour les œuvres écrites pour main seule.

## Œuvres
Liste de ses œuvres :
- Op. 1 Fantaisie sur des motifs de l’opéra Nabuccodonosor de Verdi pour piano
- Op. 2 Notturno-Studio pour main gauche
- Op. 3 le Galop du diable pour piano
- Op. 4a Réminiscences de l'opéra de Meyerbeer Robert le Diable pour piano
- Op. 6 Tarantelle pour piano
- Op. 8 La fucina di Vulcano/ Il Canto dei Ciclopi : scherzo fantastique pour piano
- Op. 11 Caprice romantique pour piano
- Op. 12 Nocturne sentimentale en la bémol majeur pour piano
- Op. 13 Il genio della danza : scherzo brillant pour piano
- Op. 14 Grande fantaisie sur des motifs de La Sonnambula de Bellini pour piano
- Op. 16 Pensée pathétique pour piano
- Op. 17 Nocturnino pour piano
- Op. 18 
  - no 1 Studio da Concerto sur Fra poco a me ricovero de Lucia di Lammermoor opéra de Donizetti pour main gauche
  - no 2 Studio da Concerto sur Coro O Signore del tetto natio de l'opéra I Lombardi de Verdi pour main gauche
- Op. 20 Les trois sœurs : petites fantaisies pour piano 
  - no 1 D'après l'opéra Attila de Verdi
  - no 2 D'après l'opéra 'Foscari de Verdi
  - no 3 D'après l'opéra Hernani de Verdi
- Op. 21 Les clochettes : Grand concerto fantastique pour piano avec accompagnement de grand orchestra et une campanella
- Op. 23 Quatre airs de ballet variés sur l'opéra Jérusalem de Verdi pour piano
  - no 1 Pas de Quatre
  - no 2 Pas de Deux
  - no 3 Pas Seul
  - no 4 Pas d'Ensemble
- Op. 26 Grande Fantaisie Dramatique sur des motifs de l'opéra Lucia di Lammermoor de Donizetti  pour piano
- Op. 27 Grande Caprice de Concert pour piano
- Op. 28 Grande Fantaisie sur Bellini opera I Puritani (Dédiée à son frère Polibio pour piano
- Op. 29 Nenna : Tarantella Giocosa pour piano
- Op. 30 Grande Fantaisie sur l'opéra Norma de Bellini pour piano
- Op. 31 Petit morceau de salon sur l'opéra Macbeth de Verdi pour piano
- Op. 32 Petit morceau de salon sur l'opéra La Battaglia di Legnano de Verdi pour piano
- Op. 33 La pendule : caprice fantastique contenant un galop-carillon et un polka-mazurka pour piano
- Op. 34 Petite Fantaisie sur l'opéra Lucrezia Borgia de Verdi pour piano
- Op. 35 Petite Fantaisie sur l'opéra Elisir d'amore de Donizetti pour piano
- Op. 36 Beatrice di tenda : petit morceau de salon pour piano
- Op. 37 Souvenir de Nice : polka-caprice pour piano
- Op. 38 Nocturne: Une Nuit d'Été, passetemps sentimental pour piano
- Op. 39 Amorosa : mazurka sentimentale pour piano
- Op. 40 La capricciosa : Tyrolienne pour piano
- Op. 41 Morceau de salon : chanson espagnole d'après l'opéra Il domino nero de Rossi pour piano
- Op. 42 Morceau de salon Rossi opéra Il domino nero pour piano
- Op. 43 Le prophète : grande fantaisie de bravoure pour piano
- Op. 44 La sérénade espagnole : morceau élégant pour piano
- Op. 45 Fantaisie on Bonoldi's opera Nera Orientale pour piano
- Op. 47 Le Postillon : galop de concert pour piano
- Op. 48 Le Ruisseau : étude impromptu pour piano
- Op. 49 Grande Marche cosaque on a national air pour piano
- Op. 50 Sérénade napolitaine pour piano
- Op. 51 Le Streghe : pièce fantastique pour piano
- Op. 52 Recréations musicales : deux divertimenti pour piano sur des motifs Verdi's opera Luisa Miller
  - no 1 Premier Divertimento
  - no 2 Deuxième Divertimento'
- Op. 53 Esprits Folles : saltarelle pour piano
- Op. 54 Fantaisie sur l'opéra Linda de Chamonix de Donizeti pour piano
- Op. 55 Stabat Mater de Rossini pour piano
- Op. 56 Fantaisie on Bellini's opéra La Straniera pour piano
- Op. 57 Si loin! : Mélodie variée de Paul Henrion pour piano
- Op. 58 Luisa : polka de concert pour piano
- Op. 59 Fantaisie on a melody from Verdi's opera Stiffelio
- Op. 60 Grande Fantaisie Militaire pour piano
  - no 1 Ronda Notturna pour piano
  - no 2 Una notte al campo pour piano
  - no 3 Signal d'alarme et conflit de guerre from Bellini's opera Norma pour piano
  - no 4 Marcia funèbre pour piano
  - no 5 Inno trionfale from Rossini's opera Le Siège de Corinthe pour piano
  - no 6 Orgia pour piano
- Op. 60 Grande Fantaisie Militaire transcrite pour quatre mains par l'auteur
- Op. 61 Casta diva from Bellini's opera Norma pour main gauche
- Op. 62 La sacrilega parola : Variations sur le Grande Adagio Finale from the 2nd act of Donizetti's opera Poliuto pour piano
- Op. 63 Souvenir de Chopin : mazurka pour piano
- Op. 64 La Derelitta : pensée romantique pour piano
- Op. 65 La festa dell'innocenza : cinq morceaux brillants pour piano
- Op. 66 Fantaisie brillante on motives from Donizetti's opera Poliuto pour piano
- Op. 68 Introduction et Grande Nocturne on Sanelli's opera Il Fornaretto pour piano
- Op. 69 La Baccante : caprice burlesque pour piano
- Op. 70 Sogno d'amore : pensée fugitive pour piano
- Op. 71 Morceau de Salon : caprice on Chiaromonte's opera Il Gondoliero pour piano
- Op. 72 Fantaisie Brillante on Verdi's opéra I Due Foscari pour piano
- Op. 73 Nocturne varié on the romanza Fior di bonta bell'angelo from Villanis's opéra La Regina di Leone pour piano
- Op. 74 Fantaisie Brillante sur Verdi's opéra Ernani pour piano
- Op. 75 I Lombardi alla prima Crociata : introduction et grande adagio variées sur la terzette "Qual volutta trascorrere" pour piano
- Op. 76 Laura : polonaise de concert pour piano
- Op. 77 Saluto al Tamigi : deuxième polka de concert, capriccio-impromptu pour piano
- Op. 78 Un lamento : deuxième mazurka sentimentale pour piano
- Op. 79 L'Absence : romance variée pour piano
- Op. 80 La Chasse : morceau brillant pour piano
- Op. 81 Grande Ouverture de Benvenuto Cellini par Hector Berlioz : transcrite pour piano
- Op. 82 Nocturne élégant pour piano
- Op. 83 La danse des sylphes, de Félix Godefroid : rondo brillant pour piano
- Op. 84 Grande Fantaisie on Bellini's opera I Puritani pour deux pianos
- Op. 85 Preghiera alla Madonna "O Santissima Vergine" : Popular Tuscan song by L. Gordigiani transcribed pour piano
- Op. 86 L' Étincelle : rêverie de F. Bonoldi variée pour piano
- Op. 87 La buena ventura : chanson andalouse de Yradier variée pour piano
- Op. 88 La cloche : mélodie de F. Bonoldi variée pour piano
- Op. 89 Introduction et adagio varié on the romanza "Sempre all'alba ed alla sera" from the opera Giovanna d'Arco pour piano
- Op. 90 Le Palmier : polka des magots pour piano
- Op. 91 Fantaisie on Verdi's Nabucodonosor pour piano
- Op. 92 Paraphrase sur la barcarolle Una Barchetta in Mar from Donizetti's opera Gianni di Calais pour piano
- Op. 94 Paraphrase sur la Grande adagio finale from Coccia's opera La solitaria delle Asturie pour piano
- Op. 95 Un carnaval de plus, souvenir de Venice : Caprice de Concert pour piano
- Op. 95b Fantaisie on Verdi's opera Il Trovatore pour piano
- Op. 98 Fantaisie on Verdi's opera La Traviata pour piano
- Op. 100 École Moderne du Pianiste : recueil de 24 morceaux caractéristiques pour piano
- Op. 101 Tarantelle de bravoure on Thomas's opera La Tonelli pour piano
- Op. 102 Mi mancha la voce (Andante) from Rossini's opera Mosé in Egitto pour main gauche
- Op. 103 Cantique de Noël pour piano
- Op. 104 Berceuse pour piano
- Op. 105 L'Échange : ariette pour piano
- Op. 106 Grande Fantaisie sur Robert le Diable de Meyerbeer (Dédiée à Franz Liszt) pour main gauche
- Op. 107 posth. Mon Ange : mélodie d'Auguste Morel transcrite pour piano
- Op. 108 posth. Illustrations from Verdi's opera Giovanna de Guzman (I Vespri Siciliani) pour piano
- Op. 108 Premier Boléro
- Op. 109 posth. Ariele : nocturne variée from Leoni's opera Suddetta pour piano
- Op. 110 Enfants, n'y touchez pas : romance pour piano
- Op. 111 Paraphrase on Buzzolla's barcarolle Tace il vento in ciel sereno pour piano
- Op. 112 posth. Duettino "Presso alla tomba" (dernière œuvre du compositeur) pour piano

Sa production comprend également plusieurs mélodies avec accompagnement au piano.

## Source de la traduction
- (en) Cet article est partiellement ou en totalité issu de l’article de Wikipédia en anglais intitulé « Adolfo Fumagalli » (voir la liste des auteurs).